# مردم مونپا
مردم مونپا (انگلیسی: Monpa people) یک قوم تبتی است که در هند و چین زندگی می‌کنند.